# لودویک راژا
لودویک راژا (چکی: Ludvík Ráža؛ ۳ سپتامبر ۱۹۲۹ – ۴ اکتبر ۲۰۰۰) یک کارگردان فیلم، و فیلم‌نامه‌نویس اهل جمهوری چک بود.
او در سال ۱۹۸۲ میلادی، فیلم «نفر آخر به جهنم می‌رود» را کارگردانی کرد.